# Sharp X1
Pour les articles homonymes, voir X1.

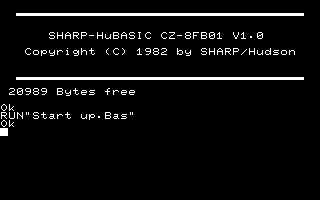
capture d'écran d'un SHARP Personal Computer X1 Hu-BASIC

Le Sharp X1 est le nom donné à une série de micro-ordinateurs japonais créé par Sharp Corporation de 1982 à 1988. Ils intègrent tous un processeur Zilog Z80.

## Description
Bien que ce soit la division de Sharp consacrée aux ordinateurs personnels qui a créé la série des MZ (tels que le MZ-80K), cette fois c'est la division pour la création de télévision qui s'est occupée de cette nouvelle série. À l'époque à laquelle le premier X1 est sorti, la plupart des ordinateurs personnels possédaient une mémoire morte programmée en BASIC. Cependant, le X1 n'utilisait pas le langage BASIC mais chargeait directement l'interprète depuis une cassette audio. De plus, ce concept permettait l'accès à un espace pour la mémoire vive via l'enregistrement des données. Le design du X1 était aussi plus stylisé que ses concurrents de la même époque et un choix de différentes couleurs était disponible.
Le moniteur d'ordinateur disposait d'un tuner, et un écran d'ordinateur pouvait être superposé à la télévision. Toutes les fonctions télévisuelles étaient alors contrôlables depuis un programme informatique. L'intégralité de la mémoire vidéo était située dans la zone des entrées-sorties. L'ensemble de ces éléments faisait du X1 une plate-forme de jeu de qualité pour son époque.
Alors que Sharp se battait pour vendre son X1, le PC-88 de NEC gagna en notoriété sur le marché japonais. En 1984, Sharp réalisa la série des X1 Turbo dotés d'une meilleure résolution graphique (640x400, tandis que celle du X1 originale était 640x200). Cette série connut de nombreuses améliorations mais la fréquence d'horloge stagna à 4 MHz. En 1986, Sharp sortit une nouvelle gamme, les X1 Turbo Z avec une gamme de 4 096 couleurs. Enfin, en 1987, un clone du X1 fut créé en tant que dernière série. Il intégrait les fonctionnalités de la console PC-Engine.
Le Sharp X1 a ensuite été remplacé par la série des Sharp X68000.

## Configuration
- Processeur : Zilog Z80A
- Résolutions : 640×200, 640×400, 320×200
- Mémoire : 6 KB ROM, 64 KB RAM, 4 à 48 KB VRAM
- Son : 3 canaux PSG